# Tortuna
Tortuna is een plaats in het oostelijk deel van de gemeente Västerås in het landschap Västmanland en de provincie Västmanlands län in Zweden. De plaats heeft 439 inwoners (2005) en een oppervlakte van 66 hectare.